# Plagiochilion hattorii
Plagiochilion hattorii là một loài rêu tản trong họ Plagiochilaceae. Loài này được (Inoue) Inoue miêu tả khoa học lần đầu tiên năm 1960.